# 도쿠히메 (1559년)

도쿠히메(徳姫, 1559년 11월 11일 ~ 1636년 2월 16일）는 오다 노부나가(織田信長)의 장녀이다. 생모는 이코마 기쓰노(生駒吉乃)라고 전해지고 있지만 『오다가잡록(織田家雑録)』에는 노부타다(信忠)의 누나라고 되어있고 생모가 이코마 기쓰노인 것에 모순을 시사하는 사료도 있다. 마쓰다이라 노부야스(松平信康)의 정실.

## 생애
1567년에 도쿠가와 이에야스(徳川家康)의 적남, 노부야스에게 시집간다. 1576년, 1577년에 두 딸을 낳았다. 하지만 언제까지나 적자가 태어나지 않는 걸 걱정한 시어머니 쓰키야마도노(築山殿)가, 노부야스에게 전 다케다 가 가신의 딸을 측실로 맞이하였고, 이 때부터 쓰키야마도노와 도쿠히메의 불화가 시작되었다고 전해진다. 하지만 쓰키야마도노와 도쿠히메는 거주하는 성이 다르고, 또한 측실이 있는 게 당연하다고 여겨지는 시대였기 때문에 고부간의 사이가 악화되었다고 하기는 어렵다.
하지만 도쿠히메와 노부야스가 불화가 있었다고 나타내는 사료로써 가신의 일기인『이에타다 일기(家忠日記)』중에서는, ‘이에야스가 노부야스, 도쿠히메의 불화를 중재하기 위해 오카자키(岡崎)에 방문하였다.’ 라고 기록되어 있다. 그 즈음, 노부나가도 오카자키에 온 것이 기록되어 있어, 노부나가도 딸의 부부사이를 걱정해서 방문한 가능성도 추측할 수 있다. 일시적으로 부부사이가 악화된 적이 있다는 것은 사실이라고 생각하면 된다.
1579년에 도쿠히메는 아버지 노부나가에게, 쓰키야마도노와 노부야스의 죄상을（다케다와의 밀통 등）호소하는 12개의 조항을 소장을 써서 보냈다. 이 소장을 읽은 노부나가는, 아즈치성에 체재하고 있던 이에야스의 사자인 사카이 다다쓰구(酒井忠次)를 통해 노부야스의 살해를 명했다. 쓰키야마도노는 8월 29일에 고야부 촌(小藪村)에서 살해되었고, 노부야스는 9월 15일에 후타마타 성(二俣城)에서 할복했다. 하지만, 이「노부나가의 12개 조항」은 후에 가필, 수정되었을 가능성이 있다고 말해진다. 사건의 발단이 된 도쿠히메 자신이 노부야스 건에 대해서 해명하기 위해 아즈치에 있는 노부나가를 만나러 가겠다고 이에야스에게 부탁하는 등 노부야스 할복 사건에 관해서는 이해할 수 없는 점이 많고, 최근에는 이에야스와 노부야스의 대립이 원인이라는 설도 나오고 있다.
그 후, 도쿠히메는 1580년 오카자키성을 나와, 미노로 돌아갔다. 두 딸은 이에야스 측에 남겨두고 돌아왔다. 하지만 아버지 노부나가에게 가지 않고, 오빠인 오다 노부타다한테 신세지게 된다. 1582년에 일어난 혼노지의 변에서는 아버지와 오빠를 잃게 되고 둘째 오빠인 오다 노부카쓰(織田信雄)에게 보호되지만 고마키·나가쿠테 전투(小牧・長久手の戦い) 시기에 인질로써 교토에 살게 되었다.
하지만 1590년에는 노부카쓰가 도요토미 히데요시(豊臣秀吉)에 의해 영지를 이동하게 되면서, 오와리의 이코마 씨의 작은 절로 이동하여 살게 되지만, 이것은「埴原家文書」에 남겨진 히데요시의 주인장(朱印状)에서 히데요시에 의한 조처로 밝혀졌고 그 후 바로 또 교토에 거주하는 등, 오덕(五徳; 도쿠히메의 이름)의 대우는 히데요시의 지배하에 있던 것임을 추측할 수 있다. 세키가하라 전투 후에는 오와리노쿠니의 기요스성(清洲城) 성주가 된 이에야스의 4남 마쓰다이라 다다요시(松平忠吉)로부터 1761 석의 영토를 받게 된다. 그 후는 교토에 은거 생활을 하였다. 1636년에 사망하였다.